# Antonín Profous
Antonín Profous (Libanice, 2 januari 1878 – Praag, 27 maart 1953) was een Tsjechisch taalwetenschapper, actief op het gebied van naamkunde en toponymie. Zijn belangrijkste werk is het vierdelige Místní jména v Čechách (Plaatsnamen in Bohemen), waarin hij de etymologie van ongeveer 15.500 plaatsnamen in Bohemen heeft beschreven.

## Biografie
Profous deed het gymnasium in Chrudim. Vervolgens studeerde hij aan de Faculteit Wijsbegeerte van de Karelsuniversiteit in Praag. Ten slotte volgde Profous nog een semester aan de Ludwig Maximilians-Universiteit in München. In 1903 promoveerde hij tot doctor. Na zijn studies werkte hij in 1903 en 1904 als docent op het gymnasium in Rakovník, van 1904 tot 1909 in Pilsen en vervolgens tot 1938 in Praag-Vinohrady. Zijn gehele leven heeft hij over diverse historische onderwerpen gepubliceerd, waaronder zijn belangrijkste werk over plaatsnamen in Bohemen.
Naast docent was Profous lid van de plaatsnamencommissie van de Tsjechische Academie van Wetenschappen en bracht hij advies uit aan de plaatsnaamherzieningscommissie van het ministerie van Binnenlandse Zaken in het toenmalige Tsjecho-Slowakije. Deze commissie was opgericht om plaatsnamen in het land weer hun oorspronkelijke naam terug te geven. Diverse plaatsnamen waren in de loop der tijd namelijk verduitst, vooral onder invloed van de Habsburgse monarchie.

## Publicaties
- Antonín Profous: Taalkundige interpretatie van plaatsnamen in Pilsen (1914);
- Antonín Profous: Nieuwe vooruitgang in het onderzoek naar onze plaatsnamen (1931);
- Antonín Profous: Over lokale namen in het district Chrastec bij Chrudim (1918).

### Plaatsnamen in Bohemen
- Antonín Profous: Plaatsnamen in Bohemen: hun herkomst, oorspronkelijke betekenis en veranderingen - deel I (Tsjechische Academie van Wetenschappen en Kunsten, Praag, 1947);
- Antonín Profous: Plaatsnamen in Bohemen: hun herkomst, oorspronkelijke betekenis en veranderingen - deel II (Tsjechische Academie van Wetenschappen en Kunsten, Praag, 1949);
- Antonín Profous: Plaatsnamen in Bohemen: hun herkomst, oorspronkelijke betekenis en veranderingen - deel III (Tsjechische Academie van Wetenschappen en Kunsten, Praag, 1951);
- Antonín Profous, Jan Svoboda: Plaatsnamen in Bohemen: hun herkomst, oorspronkelijke betekenis en veranderingen - deel IV (Tsjechoslowaakse Academie van Wetenschappen, Praag, 1957).

## Kritiek
Ondanks dat Profous doorgaans wordt geroemd om zĳn etymologische beschrijvingen van plaatsnamen in de serie Plaatsnamen in Bohemen, is er ook enige kritiek geuit. Zo zou Profous volgens sommigen bĳ enkele plaatsnamen te wilde aannames hebben gedaan of tot al te komische interpretaties zijn gekomen. Voorbeelden hiervan zĳn de dorpen Nasavrky, waarvan de naam volgens Profous oorspronkelijk dorp van mensen die verliefd naar elkaar koeren betekent en Lysolaje, dat Profous herleidt tot dorp van mensen die blaffen als vossen. De meeste andere plaatsnaamverklaringen zĳn echter breed geaccepteerd.